# Liste von traditionellen Krankenhäusern arabischer Medizin
Dies ist eine Liste von traditionellen Krankenhäusern arabischer Medizin. Das erste Krankenhaus im modernen Sinne wurde in Bagdad während der Herrschaft von Hārūn ar-Raschīd eröffnet.

## Übersicht
- an-Nuri-Hospital (706) (vom Umayyaden-Kalifen al-Walid I. 706 in Damaskus erbaut, gilt als erstes Krankenhaus des Islam)

- an-Nuri-Hospital (1156) (in Damaskus, nach Nur ad-Din, im Jahr 1156 während der Kreuzzüge erbaut)

- as-Salahani-Hospital (von den Kreuzfahrern 1055 in Jerusalem als Saint John Hospital erbaut, 1187 umbenannt in as-Salahani-Hospital. Salah ad-Din erweiterte das Hospital und es wurde bis 1458 benutzt, als es durch ein Erdbeben zerstört wurde)

- al-Muqtadiri-Hospital (918 in Bagdad vom Kalifen al-Muqtadir erbaut)

- al-Adudi-Hospital (981 erbaut und nach dem Emir Adud ad-Dawla benannt, mit reicher Ausstattung; Wirkungsstätte von Ali ibn al-Abbas al-Madschusi; 1258 von Hülägü, dem Enkel von Dschingis Chan zerstört).

- al-Fustat-Hospital (872 von Ahmad ibn Tulun in der Stadt al-Fustat (Alt-Kairo) erbaut, Tätigkeit von sechshundert Jahren)

- al-Mansuri-Hospital (1248 von al-Mansur Qalawun in Kairo erbaut, heutiger Name: Mustaschfa Qalawun)

- al-Qayrawan-Hospital (830 von Ziyadat Allah I. erbaut, im Distrikt von Qayrawan, genannt ad-Dimna)

- Marrakesch-Hospital (1190 von al-Mansur Ya'qub ibn Yusuf erbaut in der marokkanischen Stadt Marrakesch)

- Granada-Hospital (in Granada, Spanien, 1366 von Muhammed ibn Yusuf ibn Nasr erbaut, Tätigkeit bis zum Fall von Granada im Jahr 1492)

- Delhi-Hospitale: viele Madrasas und Krankenhäuser in Delhi aus dem 14. Jahrhundert